# Campeonato Europeo de Voleibol Masculino de 2005
La XXIV edición del Campeonato Europeo de Voleibol Masculino fue realizado en Italia y Serbia y Montenegro (hoy territorio de Serbia) y fue la primera edición de esta competencia con 2 anfitriones. El Torneo tuvo lugar del 2 al 11 de septiembre de 2005.

## Sedes
| Ciudad   | Instalación     | Capacidad |
| -------- | --------------- | --------- |
| Belgrado | Belgrado Arena  | 12.000    |
| Roma     | PalaLottomatica | 11.200    |

## Clasificación
Los 12 boletos al campeonato se decidieron de la sig. manera: 2 serían para los Anfitriones (Italia y Serbia y Montenegro), 4 boletos para los mejores colocados en el Campeonato Europeo de Voleibol Masculino de 2003 a excepción de los anfitriones, que fueron: Francia, Rusia, Polonia y Países Bajos y los últimos 6 boletos fueron para los ganadores de la Clasificación que consistía en 4 grupos de 4 y clasificaban los primeros lugares y los 2 mejores segundos.

## Equipos
| Grupo A  | Grupo B             |
| -------- | ------------------- |
| Croacia  | Francia             |
| Italia   | Grecia              |
| Polonia  | Países Bajos        |
| Portugal | República Checa     |
| Rusia    | Serbia y Montenegro |
| Ucrania  | España              |

## Formato
La competición se divide en dos fases: la fase de grupos y la fase de play-off. En la fase de grupos los equipos se dividen en 2 grupos de 6 equipos cada uno y los 2 primeros de cada grupo avanzan a los play-off. En los play-off se jugaron las semifinales, partido por el tercer lugar y final.

## Fase de grupos

### Grupo A
| Equipo   | J | G | P | SG | SP | DS  | PTS |
| -------- | - | - | - | -- | -- | --- | --- |
| Rusia    | 5 | 5 | 0 | 15 | 5  | +10 | 10  |
| Italia   | 5 | 4 | 1 | 13 | 4  | +9  | 9   |
| Polonia  | 5 | 3 | 2 | 10 | 7  | +3  | 8   |
| Croacia  | 5 | 2 | 3 | 9  | 9  | 0   | 7   |
| Portugal | 5 | 1 | 4 | 6  | 14 | -8  | 6   |
| Ucrania  | 5 | 0 | 5 | 3  | 15 | -12 | 5   |

Resultados:
| Fecha    | Hora  | Partido  | Partido | Partido  | Resultado |
| -------- | ----- | -------- | ------- | -------- | --------- |
| 03.09.05 | 15:30 | Polonia  | -       | Croacia  | 3-0       |
| 03.09.05 | 18:00 | Italia   | -       | Portugal | 3-0       |
| 03.09.05 | 21:00 | Ucrania  | -       | Rusia    | 0-3       |
| 04.09.05 | 15:30 | Portugal | -       | Croacia  | 2-3       |
| 04.09.05 | 18:00 | Italia   | -       | Ucrania  | 3-0       |
| 04.09.05 | 21:00 | Polonia  | -       | Rusia    | 1-3       |
| 05.09.05 | 15:30 | Ucrania  | -       | Portugal | 2-3       |
| 05.09.05 | 18:00 | Italia   | -       | Polonia  | 3-0       |
| 05.09.05 | 21:00 | Croacia  | -       | Rusia    | 2-3       |
| 07.09.05 | 15:30 | Polonia  | -       | Ucrania  | 3-1       |
| 07.09.05 | 18:00 | Rusia    | -       | Portugal | 3-1       |
| 07.09.05 | 21:00 | Italia   | -       | Croacia  | 3-1       |
| 08.09.05 | 15:30 | Polonia  | -       | Portugal | 3-0       |
| 08.09.05 | 18:00 | Croacia  | -       | Ucrania  | 3-0       |
| 08.09.05 | 21:00 | Italia   | -       | Rusia    | 1-3       |

### Grupo B
| Equipo              | J | G | P | SG | SP | DS  | PTS |
| ------------------- | - | - | - | -- | -- | --- | --- |
| Serbia y Montenegro | 5 | 5 | 0 | 15 | 3  | +12 | 10  |
| España              | 5 | 3 | 2 | 11 | 10 | +1  | 8   |
| Grecia              | 5 | 3 | 2 | 10 | 11 | -1  | 8   |
| Francia             | 5 | 2 | 3 | 11 | 10 | +1  | 7   |
| República Checa     | 5 | 2 | 3 | 8  | 11 | -3  | 7   |
| Países Bajos        | 5 | 0 | 5 | 4  | 15 | -11 | 5   |

Resultados:
| Fecha    | Hora  | Partido             | Partido | Partido             | Resultado |
| -------- | ----- | ------------------- | ------- | ------------------- | --------- |
| 02.09.05 | 15:30 | Grecia              | -       | Países Bajos        | 3-2       |
| 02.09.05 | 18:00 | Francia             | -       | República Checa     | 3-0       |
| 02.09.05 | 21:00 | España              | -       | Serbia y Montenegro | 0-3       |
| 03.09.05 | 15:30 | Países Bajos        | -       | Francia             | 1-3       |
| 03.09.05 | 18:00 | España              | -       | Grecia              | 3-1       |
| 03.09.05 | 21:00 | República Checa     | -       | Serbia y Montenegro | 1-3       |
| 04.09.05 | 15:30 | Francia             | -       | España              | 2-3       |
| 04.09.05 | 18:00 | República Checa     | -       | Países Bajos        | 3-0       |
| 04.09.05 | 21:00 | Grecia              | -       | Serbia y Montenegro | 0-3       |
| 06.09.05 | 15:30 | España              | -       | República Checa     | 2-3       |
| 06.09.05 | 18:00 | Serbia y Montenegro | -       | Países Bajos        | 3-0       |
| 06.09.05 | 21:00 | Francia             | -       | Grecia              | 3-2       |
| 07.09.05 | 15:30 | Países Bajos        | -       | España              | 1-3       |
| 07.09.05 | 18:00 | República Checa     | -       | Grecia              | 1-3       |
| 07.09.05 | 21:00 | Francia             | -       | Serbia y Montenegro | 2-3       |

## Play-off
|  | Semifinales            | Semifinales            |   |                        | Final                  | Final |  |
|  |                        |                        |   |                        |                        |       |  |
|  |                        |                        |   |                        |                        |       |  |
|  | Roma, 10 de septiembre |                        |   |                        |                        |       |  |
|  | Rusia                  | 3                      |   |                        |                        |       |  |
|  | España                 | 2                      |   |                        |                        |       |  |
|  |                        |                        |   |                        |                        |       |  |
|  |                        |                        |   |                        | Roma, 11 de septiembre |       |  |
|  |                        |                        |   |                        | Rusia                  | 2     |  |
|  |                        | Italia                 | 3 |                        |                        |       |  |
|  |                        |                        |   |                        |                        |       |  |
|  |                        |                        |   |                        |                        |       |  |
|  |                        |                        |   |                        | Tercer lugar           |       |  |
|  | Roma, 10 de septiembre | Roma, 10 de septiembre |   | Roma, 11 de septiembre | Roma, 11 de septiembre |       |  |
|  | Italia                 | 3                      |   | España                 | 0                      |       |  |
|  | Serbia y Montenegro    | 2                      |   |                        | Serbia y Montenegro    | 3     |  |

### Semifinales
| Fecha    | Hora  | Partido | Partido | Partido             | Resultado |
| -------- | ----- | ------- | ------- | ------------------- | --------- |
| 10.09.05 | 18:00 | Rusia   | -       | España              | 3-2       |
| 10.09.05 | 21:00 | Italia  | -       | Serbia y Montenegro | 3-2       |

### Tercer Lugar
| Fecha    | Hora  | Partido | Partido | Partido             | Resultado |
| -------- | ----- | ------- | ------- | ------------------- | --------- |
| 11.09.05 | 18:00 | España  | -       | Serbia y Montenegro | 0-3       |

### Final
| Fecha    | Hora  | Partido | Partido | Partido | Resultado |
| -------- | ----- | ------- | ------- | ------- | --------- |
| 11.09.05 | 21:00 | Italia  | -       | Rusia   | 3-2       |

## Medallero
|        |       |                     |
| Italia | Rusia | Serbia y Montenegro |

## Clasificación Final
| 1. Italia              |
| 2. Rusia               |
| 3. Serbia y Montenegro |
| 4. España              |
| 5. Polonia             |
| 6. Grecia              |
| 7. Francia             |
| 8. Croacia             |
| 9. República Checa     |
| 9. Portugal            |
| 11. Países Bajos       |
| 11. Ucrania            |

## Premios individuales
Jugador Más Valioso
 Alberto Cisolla
Mejor Servidor
 Ivan Miljkovic
Mejor Libero
 Mirko Corsano
Mejor Levantador
 Nikola Grbic
Mejor Rematador
 Israel Rodríguez
Mejor Bloqueador
 Luigi Mastrangelo
Mejor Receptor
 Pavel Abramov
| Predecesor: Alemania 2003 | XXIV Campeonato Europeo de Voleibol Masculino 2005 | Sucesor: Rusia 2007 |

- Datos: Q1074612